# Endothenia quadrimaculana
Endothenia quadrimaculana là một loài bướm đêm thuộc họ Tortricidae. Loài này có ở miền bắc và central châu Âu to Siberia và tây nam Nga, Mông Cổ và Trung Quốc. Subspecies nubilana is được tìm thấy ở Bắc Mỹ.
Sải cánh dài 18–22 mm. In France và Switzerland, there are two generations per year. Con trưởng thành bay vào tháng 5 và tháng 6 và một lần nữa vào tháng 8 và tháng 9.
Ấu trùng ăn Mentha spicata, Mentha arvensis, Lamium album, Stachys palustris, Stachys arvensis, Stachys recta và Symphytum officinale. Ở Pháp cũng trên cây Stachys affinis, được du nhập từ Nhật Bản.

## Phụ loài
- Endothenia quadrimaculana quadrimaculana (Eurasia)
- Endothenia quadrimaculana nubilana (North America)